# ロドリー・モーガン

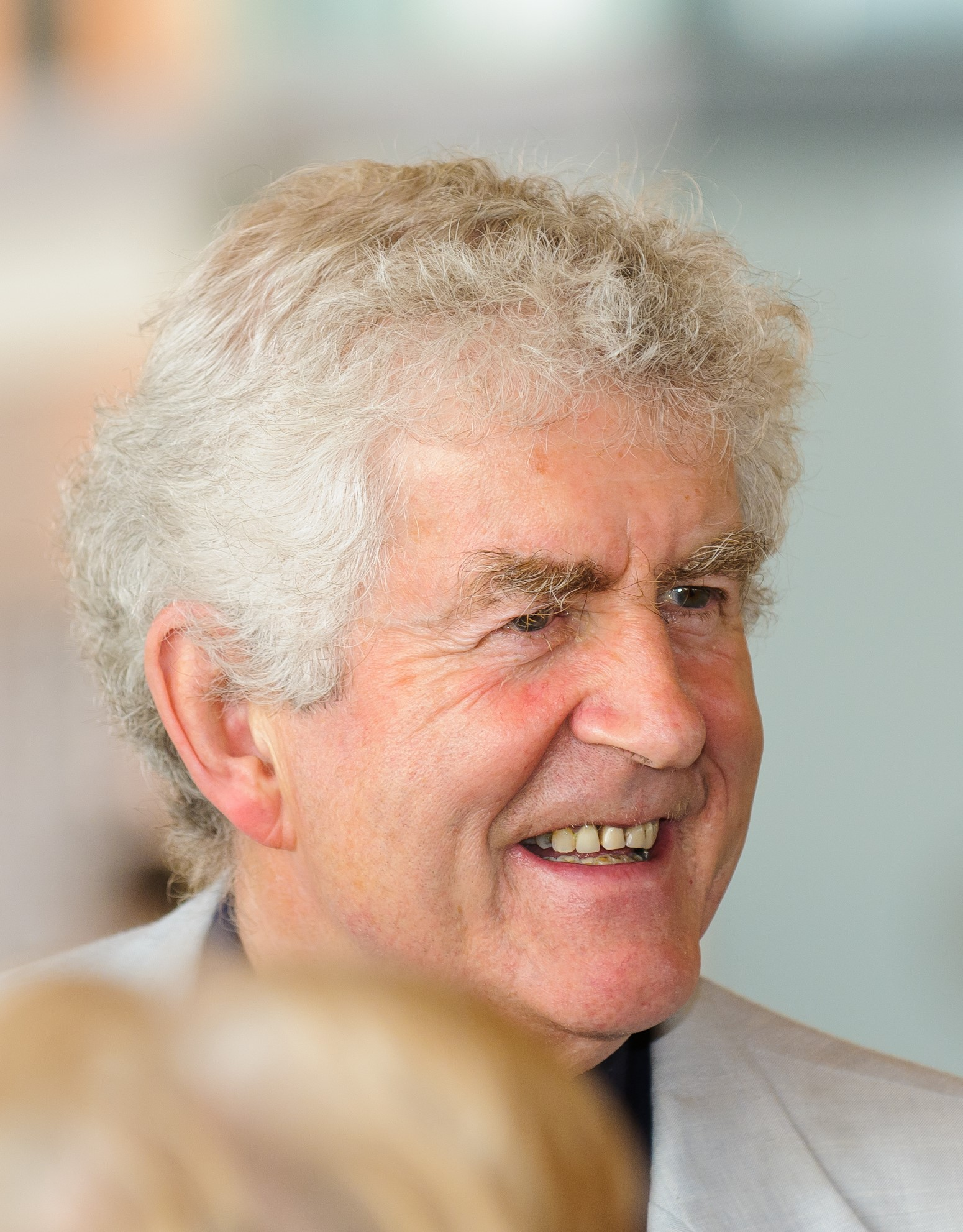
2012年以前

ハイウェル・ロドリー・モーガン（英語: Hywel Rhodri Morgan、1939年9月29日 - 2017年5月17日）は、ウェールズの政治家。
2000年から2009年までウェールズ行政の首班を務めた。ウェールズ労働党に所属し、2000年から2009年まで第一首相と同党の党首を務めた。また、1999年から2011年までCardiff Westの議会議員、1987年から2001年までCardiff Westの国会議員を務めた。そのほか、2011年から2017年までスウォンジー大学の学長を務めた。